# 仇池
仇池是東漢建安年間氐人楊騰率領部衆遷入的定居地，位於今甘肅西和縣西南西漢水北岸。他的後人在晉朝及南北朝時期在那裡建立了氐族政權。

## 前仇池（296年－371年）

### 歷史
楊氏家族本來是略陽（今陕西汉中）清水氐人，在秦、漢時期一直定居隴右。東漢建安年間，楊騰之子杨驹率領部衆遷到仇池。三國時曾聯合涼州馬超、韓遂、楊秋和佔據今甘肅一帶的氐王阿貴匯合共同反抗曹操。後因戰敗率少數將領投奔蜀漢，其餘部衆被曹操遷至扶風、天水一帶。曹魏封杨千万为百顷氐王。
西晉武帝時，楊飛龍受晉封號，以假征西將軍名義，率部落“還居略陽”。楊飛龍以外甥楊茂搜（原名為令狐茂搜）爲養子。晉惠帝元康六年（296年），楊茂搜率部落四千家遷到仇池，自號輔國將軍、右賢王，氐族部衆擁戴稱王，始建前仇池國，稱仇池公，其轄地有武都、陰平二郡。
东晋建武元年（317年）前仇池分裂，楊茂搜長子楊難敵繼位，號左賢王，屯下辨。其弟楊堅頭號右賢王，屯河池（今徽縣），今隴南地區大部都在其控制範圍之內。其後兄弟內鬥，國力日弱。东晋太和十一年（371年），秦王苻堅遣將楊安攻仇池，城破之後，將氐族人遷徙到關中一帶，前仇池國滅亡。

### 世系
- 楊茂搜：296年－317年，自號輔國將軍、右賢王。
- 楊難敵：317年－334年，前趙封為武都王。
- 楊毅：334年－337年，自號龍驤將軍、左賢王、下辨公。
- 楊初：337年－355年，東晉初封他為仇池公，後改封天水公。
- 楊國：355年－356年
- 楊俊：356年－360年，東晉封為仇池公。
- 楊世：360年－370年
- 楊統：370年（有爭議）
- 楊纂：370年－371年

## 後仇池（385年－443年）

### 歷史
前秦於淝水大敗後土崩瓦解，苻堅女婿楊定率部衆返回隴右，並於385年自封仇池公，招納氐、漢民自立。4年後佔領了天水、略陽、隴城、翼城等地，自號隴西王。394年與西秦乞伏乾歸交戰，戰敗被殺。堂弟楊盛繼位時，轄區只有武都、陰平兩處城池，不久國土又擴張至漢中、祁山。劉宋元嘉二十年（443年），後仇池國爲北魏所滅。

### 世系
- 武王（楊定）：385年－394年
- 惠文王（楊盛）：394年－425年，宋封為武都王。
- 孝昭王（楊玄）：425年－429年
- 楊保宗：429年，逃到北魏後被封為武都王。
- 楊難當：429年－442年，在436年自稱大秦王，440年復稱武都王。
- 楊保熾：442年－443年

## 氐族散亡
楊茂搜的後人在仇池一帶相繼建立政權，被稱為仇池國、武都國、武興國及陰平國；580年沙州氐族首領楊永安因出兵幫助北周益州總管王謙起兵聲討權臣楊堅，被楊堅派兵滅亡，部衆遂散處各地，氐族逐漸消失。
武都
- 楊文德 447年－455年
- 楊元和 455年－466年
- 楊僧嗣 466年－473年
- 楊文度 473年－477年

武興
- 文王楊文弘（文宏）478年－479年
- 順王杨后起 479年－486年
- 安王楊集始 486年－503年
- 關王楊紹先 503年－535年
- 惠王楊智慧（？）535年－545年
- 理王楊辟邪（？）545年－553年

陰平
- 楊廣香 477年－483年
- 楊炅 483年－495年
- 楊崇祖 495年－511年
- 楊孟孫 511年
- 楊定511年－542年
- 楊太赤 542年－564年
- 楊法深 564年－580年

## 延伸阅读
[在维基数据编辑]
 《宋書·卷98》，出自沈约《宋书》
 《南齊書·卷59》，出自萧子显《南齊書》
 《梁書/卷54》，出自姚思廉《梁書》
 《南史》